# Adam de la Halle
Adam de la Halle, cunoscut și sub denumirea de "Adam la Bossu" (Adam cel Cocoșat, n. 1240, Arras, communauté urbaine d'Arras⁠(d), Franța – d. 1288, Napoli, Regatul Neapolelui) a fost un truver de origine franceză, adică poet-muzician. Creația lui muzicală și literară include: chansonuri și diferite dezbateri poetice (jeux-partis) în stilul truverilor, motete și rondeluri polifonice, în stilul polifoniei liturgice timpurii și o piesă de teatru cu cântece, Jeu de Robin et Marion (cca. 1282-83), considerată cea mai veche piesă de teatru franceză, în stil laic, interpretată pe muzică. De altfel, Adam a fost membru în Confrerie des jongleurs et bourgeois d`Arras.

## Biografie
Adam mai era cunoscut și ca "Adam de la Arras" sau "Cocoșatul de la Arras", nume care sugerează faptul că Adam își are originile în Arras, Franța. Se spunea că porecla "Bossu" (Cocoșatul) ar fi fost, probabil, un nume de familie. Însă, Adam a atras atenția asupra faptului că această afirmație nu este adevărată. Tatăl său, Henri de la Halle, a fost un binecunoscut cetățean al orașului Arras. Adam a studiat gramatica, teologia și muzica la mănăstirea de călugări cistercieni din localitatea Vaucelles, aflată în regiunea Normandiei, în apropiere de Cambrai. Tatăl și fiul au luat parte la neînțelegerile iscate între civilii orașului și pentru o scurtă perioadă de timp s-au refugiat în Douai, o altă localitate din acea regiune. Adam a fost predestinat bisericii, însă a renunțat la intențiile sale legate de biserică și s-a căsătorit cu o anume Maria, care figurează în multe din cântecele sale: rondeau-uri, motete și piese de teatru. Mai târziu ajunge la curtea contelui Robert al II-lea, conte d'Artois, iar ulterior, la curtea regelui Charles d'Anjou, fratele regelui francez Ludovic al IX-lea.
La curtea lui Charles, după ce acesta a devenit rege la Napoli, Adam a scris lucrarea Jeu de Robin et Marion, cea mai celebră creație a sa. Piesele sale de teatru, de mici dimensiuni, sunt acompaniate de muzică, a cărei transcriere în notația modernă apare în ediția Coussemaker. Jeu de Robin et Marion este considerată cea mai veche piesă de teatru franceză, cu subiect laic, interpretată pe muzică. Firul povestirii, care spune cum Marion a rezistat împotriva ispitei cavalerului, rămânând fidelă ciobanului Robert, are la bază un vechi cântec, numit Robin m`aime, Robin m`a. Lucrarea este construită din dialoguri care aduc refrene variate, existente deja în muzica tradițională. Toate lucrările de acest gen sunt mult mai spontane și mai melodioase decât alte lucrări și motete mai elaborate, compuse de Adam. Muzicologul François-Joseph Fétis a considerat Le Jeu de Robin et Marion și Le Jeu de la feuillée ca fiind creații premergătoare operei comice. O adaptare a piesei Le Jeu de Robin et Marion, de Julien Tiersot, a fost interpretată la Arras, de către compania de operă de la Paris, Opéra-Comique, cu ocazia festivalului din 1896, realizat în onoarea lui Adam de la Halle. 
O altă lucrare a sa, Le jeu Adam sau Le jeu de la Feuillée (cca.1262), este o dramă satirică, în care introduce personaje care să îl reprezinte pe el, pe tatăl său și cetățenii din Arras, cu însușirile lor. Creația sa include un congé (lucrare de adio, cu caracter satiric, pentru orașul Arras) și un poem epic neterminat, Le roi de Sicile, scris în onoarea lui Charles de Anjou, început în 1282.
Printre lucrările sale cunoscute se numără 36 de chansonuri, 46 rondets de carole (piese cu refren), 18 piese de teatru, 14 rondeaux, cinci motete, un rondeau-virelai, un balet, un dit d`amour și un congé.